# Imatinib
Imatinib, được bán dưới tên thương mại Gleevec cùng với một số những tên khác, là một loại thuốc dùng để điều trị ung thư. Cụ thể hơn, thuốc này được sử dụng cho bệnh bạch cầu tủy mãn tính (CML) và bệnh bạch cầu lymphocytic cấp tính (ALL) là những bệnh có mặt của nhiễm sắc thể Philadelphia (Ph+) và một số loại u mô đệm đường tiêu hóa (GIST), mastocytosis toàn thân và hội chứng loạn sản tủy. Thuốc được dùng qua đường uống.
Tác dụng phụ thường gặp bao gồm nôn mửa, tiêu chảy, đau cơ, nhức đầu và phát ban. Tác dụng phụ nghiêm trọng hơn có thể có như tích nước, xuất huyết đường tiêu hóa, ức chế tủy xương, các vấn đề về gan và suy tim. Sử dụng trong khi mang thai có thể gây hại cho em bé. Imatinib ức chế tyrosine kinase Bcr-Abl, c-Kit và PDGFRα. Việc này có thể làm chậm sự phát triển hoặc dẫn đến chết theo chương trình của một số loại tế bào ung thư.
Imatinib đã được phê duyệt để sử dụng y tế tại Hoa Kỳ vào năm 2001. Nó nằm trong danh sách các thuốc thiết yếu của Tổ chức Y tế Thế giới, tức là nhóm các loại thuốc hiệu quả và an toàn nhất cần thiết trong một hệ thống y tế. Chi phí bán buôn ở các nước đang phát triển là khoảng 1.386,49 đến 19.162,50 USD một năm. Tại Hoa Kỳ, một liều điển hình cho một năm điều trị có chi phí bán buôn là 84,408,78 đô la, còn ở Vương quốc Anh, NHS bán giá khoảng 20.980 bảng Anh (26898 đô la Mỹ) tính đến năm 2016. Một phiên bản thuốc gốc đã có mặt tại Anh vào năm 2017.